# Carlos Diezel
Carlos Diezel (Belo Horizonte, 21 de janeiro de 1980) é um mergulhador apneísta brasileiro, e recordista brasileiro de mergulho livre conforme a AIDA (Associação Internacional para Desenvolvimento da Apnéia) em quatro modalidades: Lastro Constante Sem Nadadeiras (CNF: 60 metros de profundidade em 26/09/2020), Imersão Livre (FIM: 80 metros de profundidade em 22/05/2024), Lastro Constante Com Nadadeiras (CWT: 76 metros de profundidade em 03/08/2022) e Lastro Constante Com Nadadeiras Bipalma (CWTB: 72 metros de profundidade em 08/08/2023).
Formado em engenharia mecânica Carlos Diezel atuou como executivo em uma grande multinacional, e começou a dedicar-se ao mergulho apenas aos 37 anos de idade.
"Em 2018, Carlos deixou seu trabalho e se mudou para o balneário de Dahab, no Egito, para se dedicar integralmente ao freediving, ou mergulho livre (prática em que a pessoa submerge em apneia, sem utilização de cilindro de ar comprimido)."
Também em 2022 atuou na coordenação e como voluntário na limpeza dos resíduos de derramamento de petróleo em Dahab.